# Staw (Kalisz)
Pour les articles homonymes, voir Staw.
Staw est une localité polonaise de la gmina de Szczytniki, située dans le powiat de Kalisz en voïvodie de Grande-Pologne.